# Sarcoglottis acutata
Sarcoglottis acutata là một loài thực vật có hoa trong họ Lan. Loài này được (Rchb.f. & Warm.) Garay miêu tả khoa học đầu tiên năm 1980.